# لوک کمپل (بوکسور)
لوک کمپل (انگلیسی: Luke Campbell؛ زادهٔ ۲۷ سپتامبر ۱۹۸۷) بوکسور اهل بریتانیا است.